# Bo Eric Ingelmark
Bo Eric Ingelmark, född 24 september 1913 i Helsingborg, död 25 juli 1972, var en svensk anatom, professor och rektor för Göteborgs Universitet 1966-1972.
Ingelmark blev medicine licentiat vid Uppsala universitet 1941, medicine doktor 1943, var docent i anatomi vid Uppsala universitet 1943–45, prosektor där 1945–49 och professor i anatomi vid Göteborgs universitet från 1949. Han var underläkare vid Sätra brunn 1940–48, biträdande läkare där 1949–52, dekanus för medicinska fakulteten i Göteborg 1954–63, prorektor för Göteborgs universitet 1963–66 och rektor från 1966 till 1972. 
Ingelmark var ledare för de medicinska undersökningarna av Vasagravarna och Erik den heliges skrin 1945–46, ledamot av Statens medicinska forskningsråd 1952–58, ordförande i Nordisk forening Helse og arbete från 1954, ledamot av 1958 års statliga förhandlingskommission i Göteborg, styrelseordförande i Nordiska hälsovårdshögskolan, ordförande i lokal- och utrustningsprogramkommittén för Göteborg samt innehade uppdrag inom utbildningsdepartementet och Universitetskanslersämbetet. Han blev korresponderande ledamot av Vitterhetsakademien 1954. Han författade skrifter inom embryologi, funktionell anatomi, reumatologi, kirurgi och antropologi.